# HBE 41...44
Die normalspurigen Tenderlokomotiven HBE 41...44 waren Dampflokomotiven des Typs Preußische T 9.3, die von der Halberstadt-Blankenburger Eisenbahn (HBE) von Hohenzollern und der Deutschen Reichsbahn 1904, 1907 und 1938 erworben wurden.
Zwei Lokomotiven wurden 1932 und 1938 in den eigenen Werkstätten für Heißdampf-Betrieb umgebaut. Diese wurden nach dem Zweiten Weltkrieg von der Deutschen Reichsbahn übernommen und erhielten die Betriebsnummern 91 6576 und 6577. Sie waren bis 1967 in Betrieb und wurden dann ausgemustert und verschrottet.

## Geschichte und Einsatz

### Halberstadt-Blankenburger Eisenbahn
1904 erwarb die Halberstadt-Blankenburger Eisenbahn von Hohenzollern mit der Fabriknummer 1794 eine preußische T 9.3 und gab ihr den Namen Brocken sowie die Betriebsnummer 41. Diese Lokomotive besaß eine Heberleinbremse und eine Hardy-Bremse, wurde Ende der 1930er Jahre an die Klöckner Werke als Werklok verkauft. Vom gleichen Hersteller beschaffte die Gesellschaft 1907 eine weitere Lokomotive dieses Typs mit der Fabriknummer 2106, sie erhielt den Namen Präsident BALTZ sowie die Betriebsnummer 42.
1938 stellte die HBE eine dritte Lokomotive in Dienst, die 1909 vom gleichen Hersteller mit der Fabriknummer 2441 gebaut wurde und als ESSEN 7061 bei der Preußischen Staatseisenbahn und später als 91 1163 bei der Deutschen Reichsbahn fuhr. Die Lokomotive war 1936 von der Reichsbahn an eine Schrotthandlung verkauft und zu einem nicht mehr bekannten Zeitpunkt von der HBE als Nummer 44 erworben worden.
Diese Lokomotiven waren für den Einsatz auf den Flachlandstrecken der HBE bestimmt. Mit der 42 unternahm die HBE auf ihren Abschnitten mit Zahnradbetrieb Versuche im Reibungsbetrieb. Diese Versuche fanden zwischen Blankenburg und Braunesumpf sowie Braunesumpf und Hüttenrode mit jeweils 80 t Last statt. Aus diesen Erkenntnissen heraus entstanden die Lokomotiven der Tierklasse.
1932 baute die HBE die 42 und 1938 die 44 auf Heißdampf-Betrieb um. Dabei erhielten sie für die Steuerung Kolbenschieber sowie eine Riggenbach-Gegendruckbremse.

### Deutsche Reichsbahn
Die beiden ehemaligen T 9.3 wurden nach dem Zweiten Weltkrieg von der Deutschen Reichsbahn übernommen und als 91 6576–6577 bezeichnet. 1950 waren sie in Blankenburg beheimatet. Die 6576 kam ab 1953 über Stendal nach Ketzin und die 6577 über Halberstadt, Brandenburg nach Salzwedel. Dort wurden sie Mitte der 1960er Jahre abgestellt und 1967 ausgemustert sowie kurz darauf verschrottet.

## Technik
Optisch waren die Lokomotiven am Anstellventil der Riggenbach-Gegendruckbremse als ehemalige HBE-Lokomotiven zu identifizieren.